# Aaron March
Aaron March (ur. 14 maja 1986 w Bressanone) – włoski snowboardzista. W 2014 roku wystąpił na igrzyskach olimpijskich w Soczi, zajmując czwarte miejsce w slalomie równoległym. Walkę o medal przegrał tam z Austriakiem Benjaminem Karlem. Na rozgrywanych cztery lata wcześniej igrzyskach w Vancouver był piętnasty w tej samej konkurencji. Zajął też między innymi czwarte miejsce w slalomie równoległym podczas mistrzostw świata w Kreischbergu w 2015 roku. Tym razem w walce o podium lepszy był Rok Marguč ze Słowenii. Najlepsze wyniki w Pucharze Świata w snowboardzie osiągnął w sezonie 2020/2021, kiedy to triumfował w klasyfikacji generalnej PAR oraz PSL. W sezonie 2016/2017 zdobył Małą Kryształową Kulę w klasyfikacji PSL, a w sezonie 2012/2013 zajął w niej trzecie miejsce.

## Osiągnięcia

### Igrzyska olimpijskie
| Miejsce | Dzień     | Rok  | Miejscowość | Konkurencja       | Zwycięzca          |
| ------- | --------- | ---- | ----------- | ----------------- | ------------------ |
| 15.     | 27 lutego | 2010 | Vancouver   | Gigant równoległy | Jasey-Jay Anderson |
| 30.     | 19 lutego | 2014 | Soczi       | Gigant Równoległy | Vic Wild           |
| 4.      | 22 lutego | 2014 | Soczi       | Slalom równoległy | Vic Wild           |

### Mistrzostwa świata
| Miejsce | Dzień       | Rok  | Miejscowość   | Konkurencja                 | Zwycięzca          |
| ------- | ----------- | ---- | ------------- | --------------------------- | ------------------ |
| 30.     | 17 stycznia | 2007 | Arosa         | Slalom równoległy           | Simon Schoch       |
| 25.     | 20 stycznia | 2009 | Gangwon       | Gigant równoległy           | Jasey-Jay Anderson |
| 19.     | 21 stycznia | 2009 | Gangwon       | Slalom równoległy           | Benjamin Karl      |
| 12.     | 19 stycznia | 2011 | La Molina     | Gigant równoległy           | Benjamin Karl      |
| 11.     | 22 stycznia | 2011 | La Molina     | Slalom równoległy           | Benjamin Karl      |
| 9.      | 25 stycznia | 2013 | Stoneham      | Gigant równoległy           | Benjamin Karl      |
| 9.      | 27 stycznia | 2013 | Stoneham      | Slalom równoległy           | Rok Marguč         |
| 4.      | 22 stycznia | 2015 | Kreischberg   | Slalom równoległy           | Roland Fischnaller |
| 16.     | 23 stycznia | 2015 | Kreischberg   | Gigant równoległy           | Andriej Sobolew    |
| 5.      | 15 marca    | 2017 | Sierra Nevada | Slalom równoległy           | Andreas Prommegger |
| 18.     | 16 marca    | 2017 | Sierra Nevada | Gigant równoległy           | Andreas Prommegger |
| 14.     | 4 lutego    | 2019 | Park City     | Gigant równoległy           | Dmitrij Łoginow    |
| 5.      | 5 lutego    | 2019 | Park City     | Slalom równoległy           | Dmitrij Łoginow    |
| 7.      | 1 marca     | 2021 | Rogla         | Gigant równoległy           | Dmitrij Łoginow    |
| 12.     | 2 marca     | 2021 | Rogla         | Slalom równoległy           | Benjamin Karl      |
| 17      | 19 lutego   | 2023 | Bakuriani     | Glalom równoległy drużynowo | Oskar Kwiatkowski  |
| 8.      | 21 lutego   | 2023 | Bakuriani     | Slalom równoległy           | Andreas Prommegger |
| 1.      | 22 lutego   | 2023 | Bakuriani     | Slalom równoległy drużynowo | -                  |

### Puchar Świata

#### Miejsca w klasyfikacji PAR
- sezon 2003/2004: 99.
- sezon 2004/2005: 58.
- sezon 2005/2006: 92.
- sezon 2006/2007: 48.
- sezon 2007/2008: 42.
- sezon 2008/2009: 31.
- sezon 2009/2010: 7.
- sezon 2010/2011: 4.
- sezon 2011/2012: 6.
- sezon 2012/2013: 8.
- sezon 2013/2014: 10.
- sezon 2014/2015: 11.
- sezon 2015/2016: 12.
- sezon 2016/2017: 6.
- sezon 2017/2018: 18.
- sezon 2018/2019: 8.
- sezon 2019/2020: 12.
- sezon 2020/2021: 1.

#### Miejsca na podium
1. Moskwa – 6 marca 2010 (slalom równoległy) –1. miejsce
2. Landgraaf – 10 października 2010 (slalom równoległy) – 3. miejsce
3. Limone Piemonte – 11 grudnia 2010 (slalom równoległy) – 2. miejsce
4. Bad Gastein – 9 stycznia 2011 (slalom równoległy) – 2. miejsce
5. Yongpyong – 9 lutego 2011 (gigant równoległy) – 3. miejsce
6. Landgraaf – 13 października 2011 (slalom równoległy) – 2. miejsce
7. Bad Gastein – 15 stycznia 2012 (slalom równoległy) – 2. miejsce
8. Bad Gastein – 12 stycznia 2013 (slalom równoległy) – 3. miejsce
9. Bad Gastein – 10 stycznia 2013 (slalom równoległy) – 3. miejsce
10. Bokwang – 12 lutego 2017 (gigant równoległy) – 3. miejsce
11. Bannoje – 7 grudnia 2019 (slalom równoległy) – 2. miejsce
12. Cortina d’Ampezzo – 12 grudnia 2020 (gigant równoległy) – 2. miejsce
13. Bad Gastein – 12 stycznia 2021 (slalom równoległy) – 1. miejsce
14. Berchtesgaden – 20 marca 2021 (slalom równoległy) – 1. miejsce

- W sumie (3 zwycięstwa, 6 drugich i 5 trzecich miejsc)